# Micronycteris yatesi
Micronycteris yatesi és una espècie de ratpenat de la família dels fil·lostòmids. És endèmic de Bolívia. Es tracta d'un ratpenat petit, amb una llargada total de 48,5–60,08 mm, els avantbraços de 36,5–36,7 mm, la cua de 7–9,17 mm, els peus d'11,4–11,71 mm i les orelles de 15,64–18,27 mm. S'alimenta de nèctar i pol·len. Com que fou descoberta fa poc, l'estat de conservació d'aquesta espècie encara no ha estat avaluat formalment. Fou anomenat en honor del biòleg estatunidenc Terry Yates.